# Волчье (Запорожская область)
Волчье (укр. Вовче) — село,
Атманайский сельский совет,
Акимовский район,
Запорожская область,
Украина.
Код КОАТУУ — 2320380203. Население по переписи 2001 года составляло 13 человек .

## Географическое положение
Село Волчье находится на правом берегу Утлюкского лимана,
в 4-х км от села Солёное.

## История
- 1850 — дата основания.